# ハイフライヤー級防護巡洋艦
| ハイフライヤー級防護巡洋艦                     | ハイフライヤー級防護巡洋艦 |
| ---------------------------------------------- | --- |
| 竣工当時の 「ハイフライヤー（HMS Highflyer）」 | |
| 艦級概観                                       | |
| 艦種                                           | 二等巡洋艦 (防護巡洋艦) |
| 艦名                                           | 神話名 |
| 前級                                           | アラガント級 |
| 次級                                           | ピローラス級 |
| 性能諸元                                       | |
| 排水量                                         | 常備 前期型：5,650トン 後期型：5,915トン |
| 全長                                           | 前期型：113.89m 後期型：114.6m |
| 垂線長                                         | 前期型：106.68m 後期型：114.6m |
| 全幅                                           | 前期型：16.46m 後期型：17.1m |
| 吃水                                           | 前期型：6.25m 後期型：6.5m |
| 機関                                           | 前期型：ベルヴィール式石炭専焼水管缶18基 Challenger：バブコックス式 Encounter：ジュール式 +直立式3気筒3段膨張型レシプロ2基2軸推進                           |
| 最大出力                                       | 前期型：10,000hp 後期型：12,500hp |
| 最大速力                                       | 前期型：20.0ノット 後期型：21.0ノット |
| 航続距離                                       | 10ノット/5,500海里 |
| 燃料                                           | 石炭：1,100トン |
| 乗員                                           | 450名 |
| 兵装                                           | アームストロング Mk VII 15.2cm（45口径）単装速射砲11基 アームストロング Mk I 7.62cm（40口径）単装速射砲9基 4.7cm（43口径）単装機砲6基 45cm水中魚雷発射管2門 |
| 装甲                                           | 甲板：38～51mm（平坦部）、76mm（傾斜部） 主砲：76mm（最厚部） 司令塔：152mm（最大厚）                                                                       |

ハイフライヤー級防護巡洋艦 (Highflyer class cruiser) は、イギリス海軍の防護巡洋艦の艦級でイギリス海軍では二等防護巡洋艦に類別していた。

## 概要

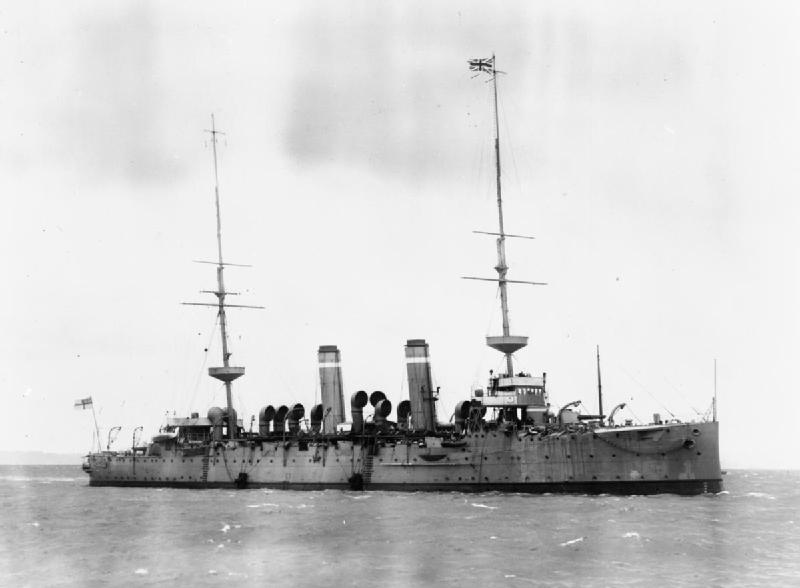
本級の原型であるエクリプス級「エクリプス」。

本級はイギリス海軍が自国の通商路保護と植民地警備を主任務とする小型の防護巡洋艦として設計・建造されたクラスである。衝角攻撃に特化した前級と違い、前々級であるエクリプス級の改良型として設計された。1896年度海軍計画で前期型3隻が、続いて1900年度海軍計画で艦形をやや大型化した改良型の後期型2隻の計5隻が就役した

## 艦形

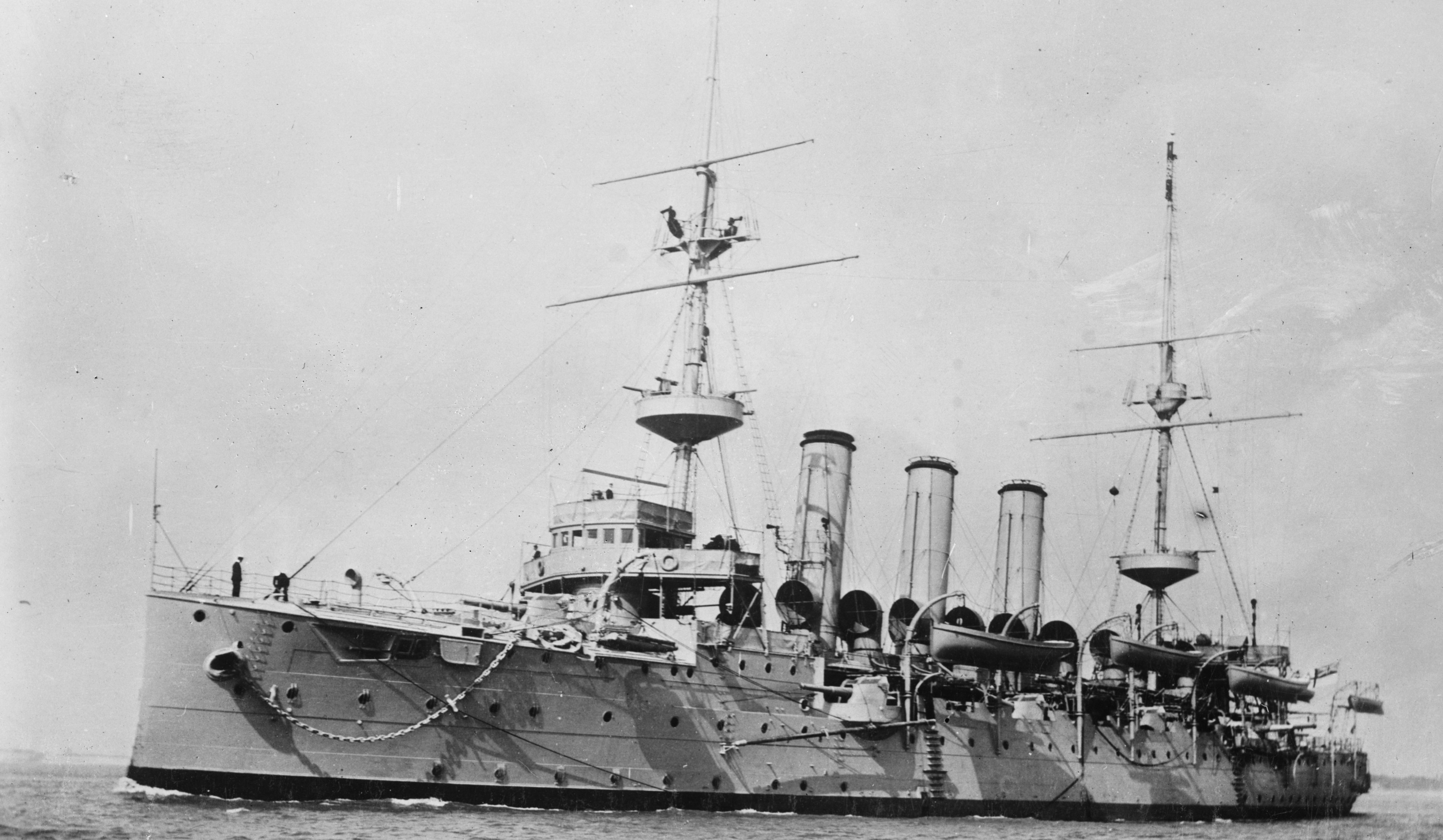
本級のハーミーズ。甲板上に単装砲を並列に配置しているのが特色である。

船体は長船首楼型船体である。水面下に衝角（ラムの付いた艦首から甲板上に15.2cm速射砲を防盾の付いた単装砲架で1基配置した。その背後の司令塔の上に、両脇に船橋を持つ操舵艦橋と単脚式の前部マストが立つ。
船体中央部に3本煙突が等間隔に立ち、その周囲は煙管型の通風筒が立ち並び、その外周は艦載艇置き場となっており、2本1組のボート・ダビッドが片舷3組ずつ計6組で運用された。舷側部には張り出し（スポンソン）を設け、そこに防楯の付いた15.2cm速射砲が単装砲架で片舷4箇所ずつ配置した。
3番煙突の後方に後部マストと後部艦橋が立ち、そこから甲板一段分下がって、後部甲板上に15.2cm速射砲2基を並列配置された。この武装配置により艦首方向に最大で15.2cm砲3門、舷側方向に最大で15cm砲6門、艦尾方向に最大で15cm砲2門が指向できた。

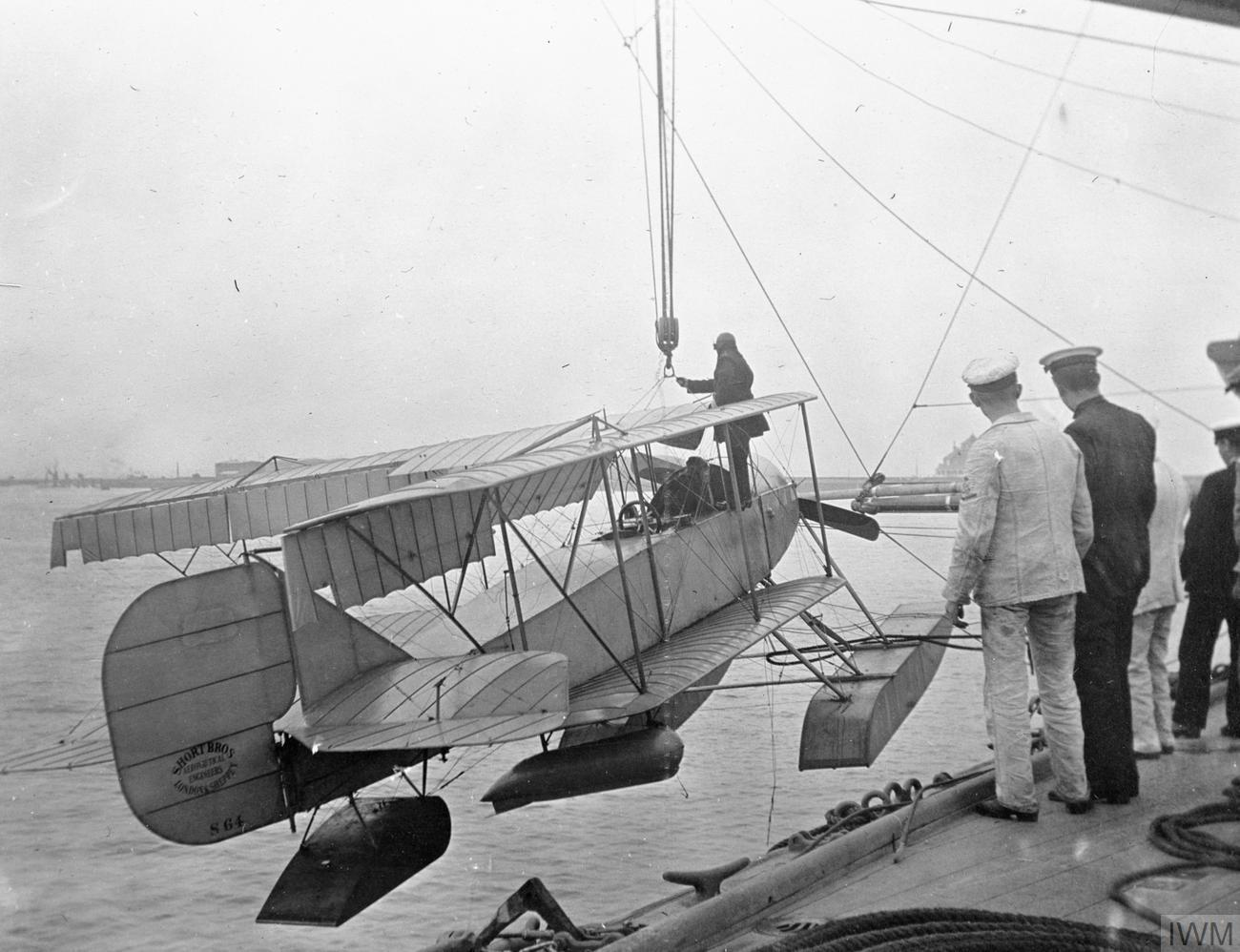
ハーミーズで運用される水上機。

「ハーミーズ」は1913年の4月から5月にかけて水上機3基を搭載する水上機母艦に改装されて運用された。前後に滑走甲板を新設し、水上機は台車に載せて発艦させ、収容時は水面からクレーンで行った。ハーミーズの使用実績を踏まえて水上機母艦「アークロイヤル」の建造に繋がった。

## 主砲、その他備砲

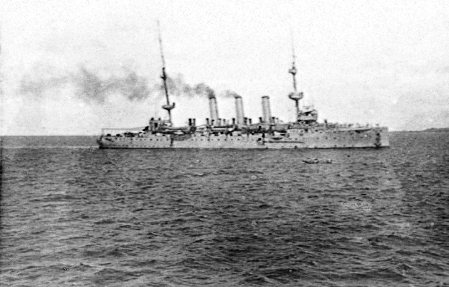
本級のハイアシンス。本級は甲板上に15.2cm砲を11門を配置したことにより強力な兵装を持っていた。

本級の主武装は「1901年型 Mark VII 15,2cm（45口径）砲」を採用した。その性能は45.4kgの砲弾を、最大仰角20度で13,350mまで届かせられ、射程2,740mで舷側装甲51mmを貫通できるとされた。砲身の俯仰・砲塔の旋回・砲弾の揚弾・装填は主に人力を必要とした。砲身の上下角度は仰角20度・俯角7度で左右の旋回角度は甲板上に配置したものは300度、舷側配置の物は160度であった。発射速度は1分間に5～7発と速かったであった。
他に対水雷艇迎撃用に、「アームストロング 7.6cm（40口径）単装速射砲」を単装砲架で計11基、近接戦闘用としてこの時代の軍艦に広く採用されたフランスのオチキス社の「オチキス 4.7cm（43口径）機砲」を単装砲架で6基装備した。対艦攻撃用に45.7cm水中魚雷発射管2基を装備していた。

## 同型艦
前期型 
- ハイフライヤー（Highflyer）

フェアフィールド造船所で1897年6月7日起工、1898年6月4日進水、1899年12月7日竣工。1921年6月除籍後、解体処分。
- ハイアシンス（Hyacinth）

グラスゴー造船所で1897年1月27日起工、1898年10月27日進水、1900年9月3日竣工。1923年11月除籍後、解体処分。
- ハーミーズ（Hermes）

フェアフィールド造船所で1897年4月30日起工、1898年4月7日進水、1899年10月5日竣工。1914年10月31日にドイツ海軍のUボート「U27」の雷撃により撃沈。
後期型
- チャレンジャー（Challenger）

チャタム造船所で1900年12月1日起工、1902年5月27日進水、1904年5月3日竣工。1920年5月除籍後、解体処分。
- エンカウンター（Encounter）

デヴォンポート造船所で1901年1月28日起工、1902年6月18日進水、1905年11月21日竣工。1923年5月除籍。

## 参考図書
- 「世界の艦船 1996年11月増刊　イギリス巡洋艦史」（海人社）
- 「Conway All The World's Fightingships 1860-1905」（Conway）
- 「Conway All The World's Fightingships 1906–1921」（Conway）